# Новий Свет
Новий Свет (словен. Novi Svet) — поселення в общині Логатець, Осреднєсловенський регіон, Словенія. Висота над рівнем моря: 525,9 м.